# Haalkom

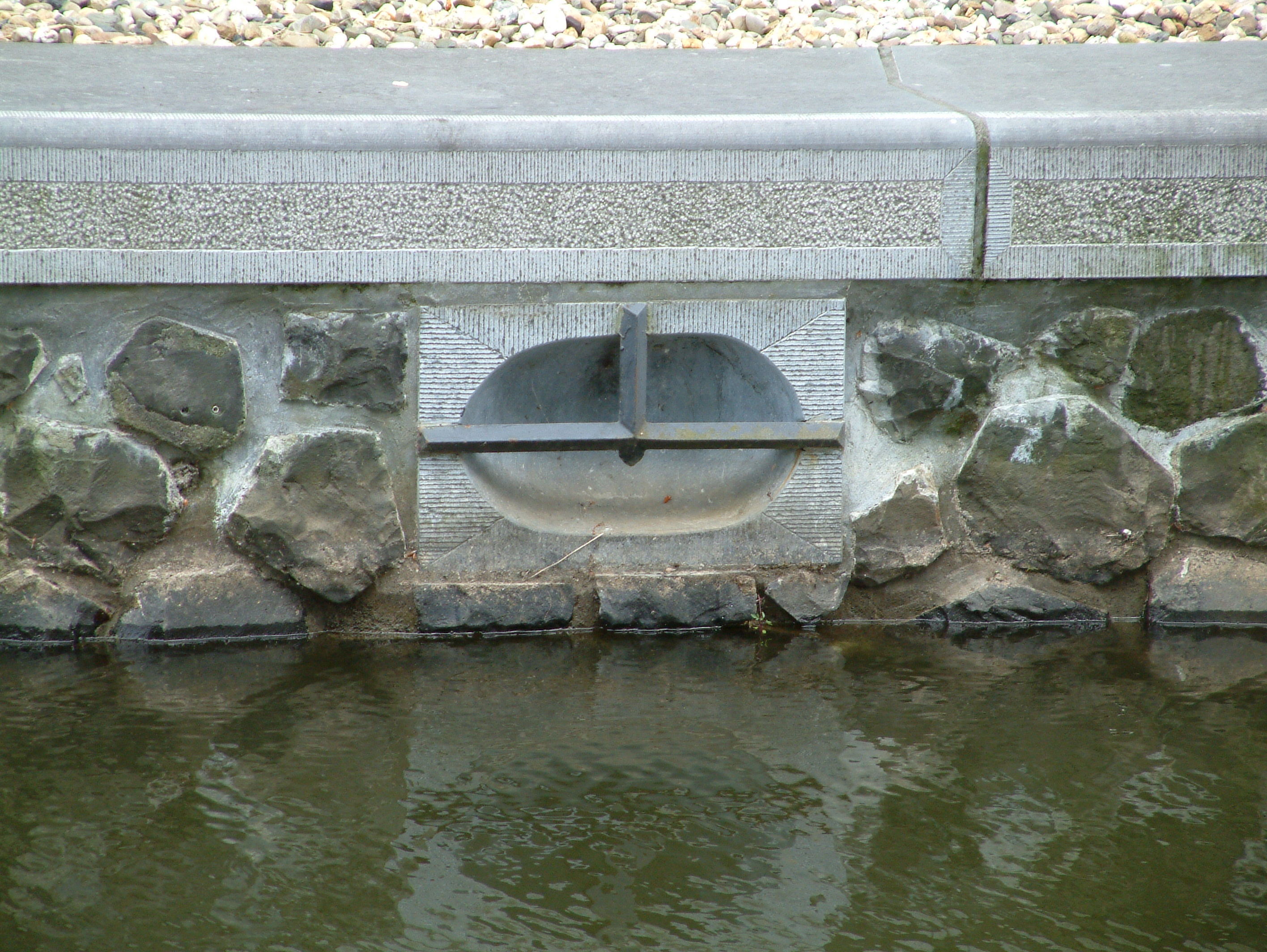
Een haalkom in de Apeldoornsesluis

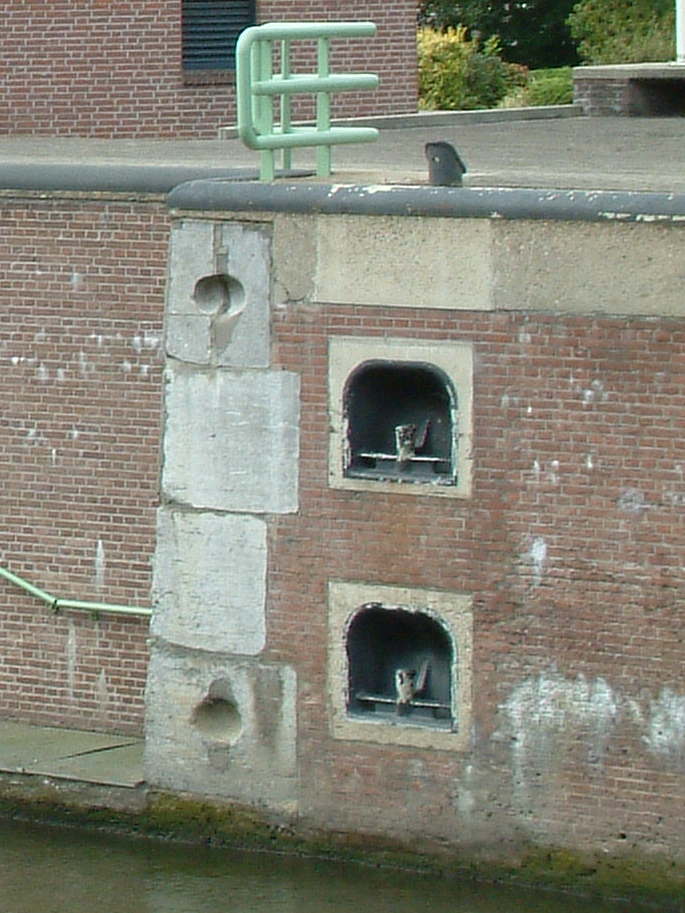
Oude en nieuwe haalkommen naast en boven elkaar in de Merwedesluis

Een haalkom is een voorziening in een sluis- of kademuur waaraan men een binnenschip kan vastmaken. In sluizen met weinig verval is een enkele rij haalkommen aangebracht. Bij sluizen die een groter niveauverschil overbruggen vindt men meerdere rijen boven elkaar. Het gevaar bestaat dat bij het afschutten de touwen niet tijdig worden overgezet op een lagere haalkom en het schip zichzelf ophangt. Om dat te voorkomen zijn in sommige grotere en modernere sluizen de haalkommen vervangen door drijvende bolders. Bij haalkommen als op de bovenste foto wordt veelal een haak aan de tros gebruikt.
Rond 2007 werd duidelijk dat door de schaalvergroting in de binnenvaart en het gebruik van nieuwe sterkere materialen voor de trossen de haalkommen en bolders niet meer voor alle schepen voldoende sterk waren. Ze zijn ontworpen volgens de ontwerprichtlijn voor afmeervoorzieningen, die voortkomt uit de Richtlijnen Vaarwegen van de Commissie Vaarweg Beheerders (CVB).
Hoge belastingen voor de afmeervoorzieningen door:
- het niet tijdig bedienen van de tros tijdens het schutproces,
- het te snel afstoppen op een bolder,
- het niet tijdig bedienen van de tros tijdens het laden langs een kade,
- het blijven klemmen van de tros om een bolder
- of het blijven haken van de haak in de haalkom

kunnen veroorzaken dat deze bezwijkt.
| Vaarwegklasse | Huidige richtlijn |
| ------------- | ----------------- |
| I             | 100 kN            |
| II            | 100 kN            |
| III           | 150 kN            |
| IV            | 150 kN            |
| Va            | 200 kN            |
| Vb            | 200 kN            |

Deze waarden gelden ook in Duitsland, in Frankrijk heeft men hier geen specifieke formele richtlijn voor. Maar bij een project voor een klasse Va vaarweg werd daar 100 kN gehanteerd en voor een klasse VI vaarweg 500 kN.
Over de werkelijk optredende krachten op afmeervoorzieningen in de praktijk van de binnenvaart is relatief weinig bekend, evenals van de werkelijke breuksterkte van trossen in de praktijk. De aangegeven breuksterkte geldt voor nieuwe trossen zonder splits in de trekbank.
Het probleem is dat de voorschriften voor de minimale sterkte van trossen conform het Reglement Onderzoek Schepen op de Rijn (ROSR) hogere waarden hanteren dan de waarden die in de CVB voor de belastingen op afmeervoorzieningen worden gehanteerd. Bovendien gebruiken de meeste schippers nog veel sterkere trossen dan de in de ROSR minimaal voorgeschreven waarde, gemiddeld een factor 1,8 hoger.